# Pierre Thibaud
Pierre Thibaud (1929, Dordoña - 2004, París) fue un trompetista francés de música clásica.
Thibaud comenzó sus clases de violín y trompeta en el Conservatorio Nacional de Burdeos, luego en  Conservatorio Nacional de París. De 1975 a 1994, fue profesor de trompeta y corneta. Entre sus numerosos alumnos, es necesario citar, Philippe Litzler, Clemente Salinero, Clemente Garrec, Bruno Tomba, Bruno Nouvion, Pedro Chaleco, Håkan Hardenberger, Reinhold Friedrich, Mickael Bridenfeld. Junto a su actividad de músico de orquesta, no solamente en la Ópera de París y en Orquesta de la Guardia Republicana, llevó hasta 1999 una carrera de solista internacional. Hizo equipo con el organista Philippe Dubeau, titular de la tribuna de la iglesia Notre-Dame de Clignancourt en París. Pedro Thibaud abarcó un repertorio amplio y se asoció al ámbito musical de Pierre Boulez. Thibaud también fue profesor en el Conservatorio de Tokio.